# 预序关系
预序关系（简称预序，又称先序，preorder）、在数学中，是一类接近于偏序关系的二元关系，但仅满足自反性和传递性而不满足反对称性。偏序的大多数理论均可扩展到预序。

## 定义
考虑集合 {\displaystyle P} 及其上的二元关系 {\displaystyle \lesssim }。若 {\displaystyle \lesssim } 具有自反性和传递性，则称 {\displaystyle \lesssim } 为预序。具体来说，对任意 {\displaystyle P} 的元素 {\displaystyle a}，{\displaystyle b} 和 {\displaystyle c}，下列性质成立：
{\displaystyle a\lesssim a}（自反性）
若  {\displaystyle a\lesssim b}  且  {\displaystyle b\lesssim c} ，则  {\displaystyle a\lesssim c} （传递性）
带预序的集合称为预序集合。同时满足反对称性（若 {\displaystyle a\lesssim b} 且 {\displaystyle b\lesssim a}，则 {\displaystyle a=b}）的预序为偏序。

## 说明
作为特例，空集上的空关系为一预序。空集加上空关系构成一预序集。

## 导出偏序
将预序集的等价元素等同起来，可得到由该预序集所导出的偏序集。具体过程如下：定义预序集 {\displaystyle X} 上的等价关系 {\displaystyle \sim \,}，使得  {\displaystyle a\sim b} 当且仅当 {\displaystyle a\lesssim b}  且 {\displaystyle b\lesssim a} 。定义所得商集 {\displaystyle X/\mathrm {\sim } }（所有 {\displaystyle \sim \,} 的等价类构成的集合）上的序关系 {\displaystyle \leq } ，使得{\displaystyle [x]\leq [y]} 当且仅当 {\displaystyle x\lesssim y}。由 {\displaystyle \sim \,} 的构造可知，{\displaystyle \leq } 的定义与所选等价类的代表元素无关，故上述定义明确。易证该关系为一偏序。

## 举例
- 拓撲學中，網收敛的定义使用预序比使用偏序可避免重要特征的丢失。
- 可數全序的嵌入關係。
- 图论中的图子式关系（羅伯遜-西摩定理（英语：Robertson–Seymour theorem））
- 多種經濟學模型的偏好。